# Баранівці (гміна)
Ґміна Баранівці — колишня (1934—1939 рр.) сільська ґміна Самбірського повіту Львівського воєводства Польської республіки (1918—1939) рр. Центром ґміни було село Баранівці.

1 серпня 1934 р. було створено ґміну Баранівці у Самбірському повіті. До неї увійшли сільські громади: Бараньчице, Бурчице Нове, Бурчице Старе, Хлєвіска, Корніце, Ковеніце, Містковіце, Садковіце, Вєцковіце, Воля Баранєцка, Зарайско.
  
У 1934 р. територія ґміни становила 73,88 км². Населення ґміни станом на 1931 рік становило 8 243 особи. Налічувалось 1 393 житлові будинки. 

На початку Другої світової війни в першій середині вересня 1939 р. територія ґміни була зайнята німецькими військами, але відповідно до Пакту Молотова — Ріббентропа 26 вересня територія ґміни була передана СРСР. 27-28 вересня на території ґміни були розгромлені та взяті в полон кавалерійське угруповання генерала Андерса і загін керівника оборони Берестейської фортеці ґенерала Плісовського. Ґміна ліквідована в 1940 р. у зв’язку з утворенням Самбірського району.